# Nordpol - Ahoi!
Nordpol - Ahoi! è un film del 1934 diretto da Andrew Marton con Walter Riml, Guzzi Lantschner e Gibson Gowland.

## Produzione
Il film fu prodotto dalla Deutsche Universal-Film.

## Distribuzione
In Germania, il film uscì nelle sale cinematografiche il 18 aprile 1934, ma la prima proiezione era stata in Austria il 6 gennaio dello stesso anno.